# Dominik Kaiser
Dominik Kaiser (Mutlangen, 1988. szeptember 16. –) német labdarúgó, aki legutóbb a Hannover 96 középpályása volt.

## Pályafutása

### Fiatal évei
Fiatalon a TSGV Waldstetten, a Normannia Gmund és a VfL Kirchheim csapataiban szerepelt. Ez időben teniszezet is, de végül a labdarúgás mellett döntött. A Kirchheim csapatában nyújtott teljesítményére felfigyelt egykori klubja a Normannia Gmünd és szerződést ajánlottak neki.

### Normannia Gmünd
2007. júliusban aláírt az akkor negyedosztályban szereplő Normannia Gmünd együtteséhez. Augusztus 5-én debütált a csapatban a kupában az Alemannia Aachen ellen 3-0-ra elvesztett hazai találkozón. A félidőben 1-0-s állásnál lépett pályára Giuseppe Catizone cseréjeként. Három nappal később a bajnokságban is debütált, méghozzá az FC 08 Villingen ellen, a félidő után Catizone váltotta őt. November 17-én a VfL Kirchheim ellen megszerezte az első gólját. Ezt követően a SG Sonnenhof Großaspach és a TSG Hoffenheim II ellen volt eredményes a szezon során.
A következő szezonban az első gólját a 3. fordulóban a VfL Kirchheim ellenszerezte meg, valamint gólpasszt is jegyzett a 2-1-re megnyert mérkőzésen. Szeptember 27-én a Stuttgarter Kickers II ellen ismételten eredményes tudott lenni. November 1-jén a FC-Astoria Walldorf ellen a szezonbeli harmadik találatát is megszerezte és alapembere lett klubjának. Április 24-én az ASV Durlach ellen, míg egy hónappal később az FC Nöttingen ellen volt eredményes. 61 bajnoki mérkőzésen lépett pályára és ezeken 8 gólt szerzett, valamint egy kupa mérkőzésen szerepelt a csapatban töltött ideje alatt.

### TSG 1899 Hoffenheim
2009 nyarán aláírt a Bundesligában szereplő TSG 1899 Hoffenheim klubjához. Ezt követően többször is a kispadon kapott helyet. 2011 májusában a Wolfsburg ellen debütált a Bundesligában, Edson Braafheid helyére érkezett a 84. percben. A 2010-2011-es szezonban már a 2. fordulóban a Borussia Dortmund ellen lehetőséget kapott, a 81. percben váltotta Fabian Johnsont. A mérkőzést Sejad Salihović 9. percben szerzett góljával 1-0-ra nyerték meg. Október 25-én a kupában az 1. FC Köln ellen kezdőként lépett a pályára és végig ott is maradt. 2012 januárjában két évvel meghosszabbították a szerződését, ami így 2014. június 30-ig lett érvényes. Két szezon alatt 10 bajnoki mérkőzésen lépett pályára és egy kupa találkozón, majd 2012 nyarán eligazolt.

#### TSG 1899 Hoffenheim II
Mivel a felnőtt keretbe nem kapott lehetőséget ezért tapasztalat és rutin szerzés végett a második csapatba szerepelt. 2009. augusztus 8-án lépett először pályára a TSG Weinheim ellen 1-0-ra elvesztett mérkőzésen. A 73. percben Pascal Groß cseréjeként. Egy hónappal később az FC Denzlingen ellen 60. percet töltött a pályán, de ez is elég volt ahhoz, hogy az 57. percben gólt szerezzen. Október 3-án a TSG Balingen, november 15-én a TSG Weinheim ellen volt eredményes. 2010. február 28-án az ASV Durlach ellen 4-0-ra megnyert mérkőzésen a 42. percben volt eredményes. A szezon utolsó bajnoki mérkőzésén az SGV Freiberg ellen góllal zárta a szezont és megnyerték a bajnokságot.
A következő szezonban egy gólt szerzett 22 mérkőzésen. 2011. április 16-án az SV Wehen Wiesbaden II ellen szerezte meg az egyetlen találatát. A 2011–2012-es szezonban csak 12 mérkőzésen kapott lehetőséget, miután az első csapatban is számítottak rá. 2012. április 22-én az Karlsruher SC II ellen szerezte meg az egyetlen gólját a szezonban.

### RB Leipzig
Az RB Leipzig klubjába igazolt a 2012-13-as szezon elején. 2012. augusztus 12-én debütált az Union Berlin II csapata ellen kezdőként. Szeptember 23-án a Germania Halberstadt ellen már a 4. percben Thiago Rockenbach passzából gólt szerzett. A mérkőzést 3-0-ra nyerték meg és már ekkor alapemberre lett új klubjának. December 2-án a Carl Zeiss Jena ellen ismét gólt szerzett, a mérkőzés 1-1-s döntetlennel végződött. 2013 áprilisában a Torgelower ellen megszerezte a szezonbeli harmadik és egyben utolsó gólját. Az 1. FC Magdeburg és az Energie Cottbus II ellen 2-2 gólpasszt jegyzett. A bajnokságot megnyerték és feljutottak a harmadosztályba.
A 3. Ligában továbbra is alapemberre volt együttesének. Augusztus 2-án az FC Augsburg elleni kupa mérkőzésen is a pályán volt. A mérkőzést a Lipcse 2-0-ra kikapott és kiesett. A bajnokság 3. fordulójában a Wacker Burghausen ellen megszerezte a szezonbeli első gólját. A 11. és a 12. fordulóban az SpVgg Unterhaching és az 1. FC Heidenheim ellen 1-1- gólt jegyzett. Novemberben az SV Darmstadt 98 és a Hansa Rostock ellen ismételten egymást követő mérkőzéseken szerzett 1-1 gólt. A 2013-as év utolsó bajnoki mérkőzésén a Hallescher FC ellen 2-1-re megnyert hazai mérkőzésen ő szerezte az első gólt. 2014. január 25-én a Wacker Burghausen ellen első alkalommal viselhette a csapatkapitányi karszalagot. Februárban ismét 1-1- gólt szerzett a Rot-Weiß Erfurt és a Wehen Wiesbaden csapatai ellen. Március 2-án az SV 07 Elversberg ellen ismét a csapatkapitányi karszalag nála volt és gólt szerzett, majd a 65. percben Timo Röttgernek jegyzett gólpasszt. Egy hónappal később a Chemnitzer FC ellen a 77. percben Yussuf Poulsen passzából beállította a 2-1-es végeredményt. Május 3-án az 1. FC Saarbrücken ellen 5-1-re megnyert hazai mérkőzésen mind az 5 gólból kivette a részét. A 7., 35. és a 48. percben ő maga volt eredményes, ami pályafutása első mesterhármasa volt. A duplázó Daniel Frahn-nak pedig két asszisztot adott a gól előtt. A szezont a 2. helyen fejezték be és Frahn mögött 2. lett a hazai góllövőlistán, valamint a szezon játékosa lett.
A 2014–15-ös szezont már a Bundesliga 2-ben kezdték meg, augusztus 2-án debütált a VfR Aalen ellen. A Karlsruher SC ellen egy gólt és két gólpasszt jegyzett, a mérkőzést hazai pályán 3-1-re nyerték meg. Október 6-án az 1. FC Heidenheim ellen a szezonbeli második gólját is megszerezte. Ezt követően többször is viselhette a csapatkapitányi karszalagot. 2015. február végén ő lett a csapatkapitány, megörökölve Daniel Frahntól. Az Eintracht Braunschweig és az Union Berlin ellen is 1-1- gólt szerzett. Áprilisban az 1. FC Nürnberg ellen a 76. percben volt eredményes, míg a VfL Bochumnak a 67. percben lőtt gólt. A bajnokság utolsó két mérkőzésén is eredményes volt, az Ingolstadt és a Greuther Fürth ellen. A szezont az 5. helyen fejezték be csapatával, ő maga pedig a bajnokságban 8 gólt szerezve Yussuf Poulsen mögött végzett a házi góllövőlistán.
A 2015–16-os szezonban továbbra is ő maradt a csapatkapitány. 2015. október 4-én a 10. fordulóban szerezte meg első gólját a szezonban a Nürnberg ellen. November 1-jén a Sandhausen ellen idegenben megnyert mérkőzésen a 31. percben tizenegyesből volt eredményes. December 13-án az FSV Frankfurt ellen 3-1-s hazai győzelmet hozó mérkőzésen Marcel Sabitzernek adott gólpasszt, majd ezt az osztrák viszonozta és Kaiser is feliratkozott a gólszerzők közé. 2016. február 19-én az Union Berlin ellen gólt és gólpasszt jegyzett. Március elején az 1. FC Heidenheim és az SC Freiburg ellen 1-1 gólt lőtt. Az utolsó szezonbeli bajnoki gólját a VfL Bochum ellen szerezte meg az 51. percben. A szezont a tabella 2. helyén végezték, ezzel feljutottak a Bundesligába. 30 bajnoki mérkőzésen 7 gólt szerzett és 6 gólpasszt jegyzett.
2016. augusztus 20-án a kupában az Dynamo Dresden ellen a 45+1. percben értékesítette a tizenegyest, majd miután a mérkőzés 2-2-re végződött 90 perc múltán jöhetett a hosszabbítás. A tizenegyespárbajban viszont hibázott egyedüliként a csapatából, így 7-6-ra elvesztették a büntetőpárbajt. Nyolc nappal később a bajnokságban az 1. fordulóban egykori klubja a TSG 1899 Hoffenheim ellen az 58. percben Diego Demme passzából egyenlített ki, majd a mérkőzés végül 2-2-s döntetlennel végződött. Október 23-án a Werder Bremen elleni mérkőzést követő meccseken egyre kevesebb játék lehetőséget kapott Ralph Hasenhüttl vezetőedzőtől és a kezdőben is keveset szerepelt.

### Brøndby IF
2018. július 1-jétől a dán Brøndby IF játékosa lett két szezonra.

### Hannover 96
2020. január 20-án aláírt a német Hannover 96 csapatához.

## Statisztika
| Klub információ | Klub információ            | Klub információ | Bajnokság | Bajnokság | Kupa  | Kupa | UEFA  | UEFA | Összesen | Összesen |
| Klub            | Szezon                     | Bajnokság       | Mérk.     | Gól       | Mérk. | Gól  | Mérk. | Gól  | Mérk.    | Gól      |
| --------------- | -------------------------- | --------------- | --------- | --------- | ----- | ---- | ----- | ---- | -------- | -------- |
| Normannia Gmünd | Oberliga Baden-Württemberg | 2007-08         | 27        | 3         | 1     | 0    | -     | -    | 28       | 3        |
| Normannia Gmünd | Oberliga Baden-Württemberg | 2008-09         | 34        | 5         | 0     | 0    | -     | -    | 34       | 5        |
| Hoffenheim II   | Oberliga Baden-Württemberg | 2009-10         | 32        | 5         | 0     | 0    | -     | -    | 32       | 5        |
| Hoffenheim II   | Regionalliga Süd           | 2010-11         | 22        | 1         | 0     | 0    | -     | -    | 22       | 1        |
| Hoffenheim II   | Regionalliga Süd           | 2011-12         | 12        | 1         | 0     | 0    | -     | -    | 12       | 1        |
| Hoffenheim      | Bundesliga                 | 2010-11         | 1         | 0         | 0     | 0    | 0     | 0    | 1        | 0        |
| Hoffenheim      | Bundesliga                 | 2011-12         | 9         | 0         | 1     | 0    | 0     | 0    | 10       | 0        |
| RB Leipzig      | Regionalliga Nordost       | 2012-13         | 26        | 3         | 0     | 0    | -     | -    | 26       | 3        |
| RB Leipzig      | 3. Liga                    | 2013-14         | 37        | 13        | 1     | 0    | -     | -    | 38       | 13       |
| RB Leipzig      | Bundesliga 2               | 2014-15         | 30        | 8         | 3     | 1    | -     | -    | 33       | 9        |
| RB Leipzig      | Bundesliga 2               | 2015-16         | 30        | 7         | 2     | 0    | -     | -    | 32       | 7        |
| RB Leipzig      | Bundesliga                 | 2016-17         | 11        | 1         | 1     | 1    | -     | -    | 12       | 2        |
| Összesen        | Összesen                   | Összesen        | 273       | 47        | 9     | 2    | 0     | 0    | 282      | 49       |

## Sikerei, díjai

### Klub
- Hoffenheim II
  - Oberliga Baden-Württemberg: 2009-10
- RB Leipzig
  - Regionalliga Nordost: 2012-13
  - Szászország kupa: 2012–13

### Egyéni
- A 3. Liga legjobb játékosa: 2013–14